# Келебердянське урочище
Келебердянське — заповідне урочище в Україні, об'єкт місцевого значення природно-заповідного фонду Полтавської області.
Урочище лежить у Кременчуцькому районі Полтавської області на південний схід від села Кам'яні Потоки.
Площа урочища — 211 га. Об'єкт створений відповідно до Рішення Полтавської обласної ради від 27.10.1994 р. Перебуває у віданні ДП «Кременчуцький лісгосп» (Крюківське лісництво, кв.50-52).
Охороняється цінний лісостеповий природний комплекс з численними рідкісними степовими рослинами. У лісі та на узліссях збереглися залишки природної степової рослинності: ковила пірчаста, сон чорніючий, астрагал шерстистоквітковий, ковила волосиста, гадюча цибулька занедбана, півники карликові, вишня кущова, горицвіт весняний, анемона лісова.

## Галерея

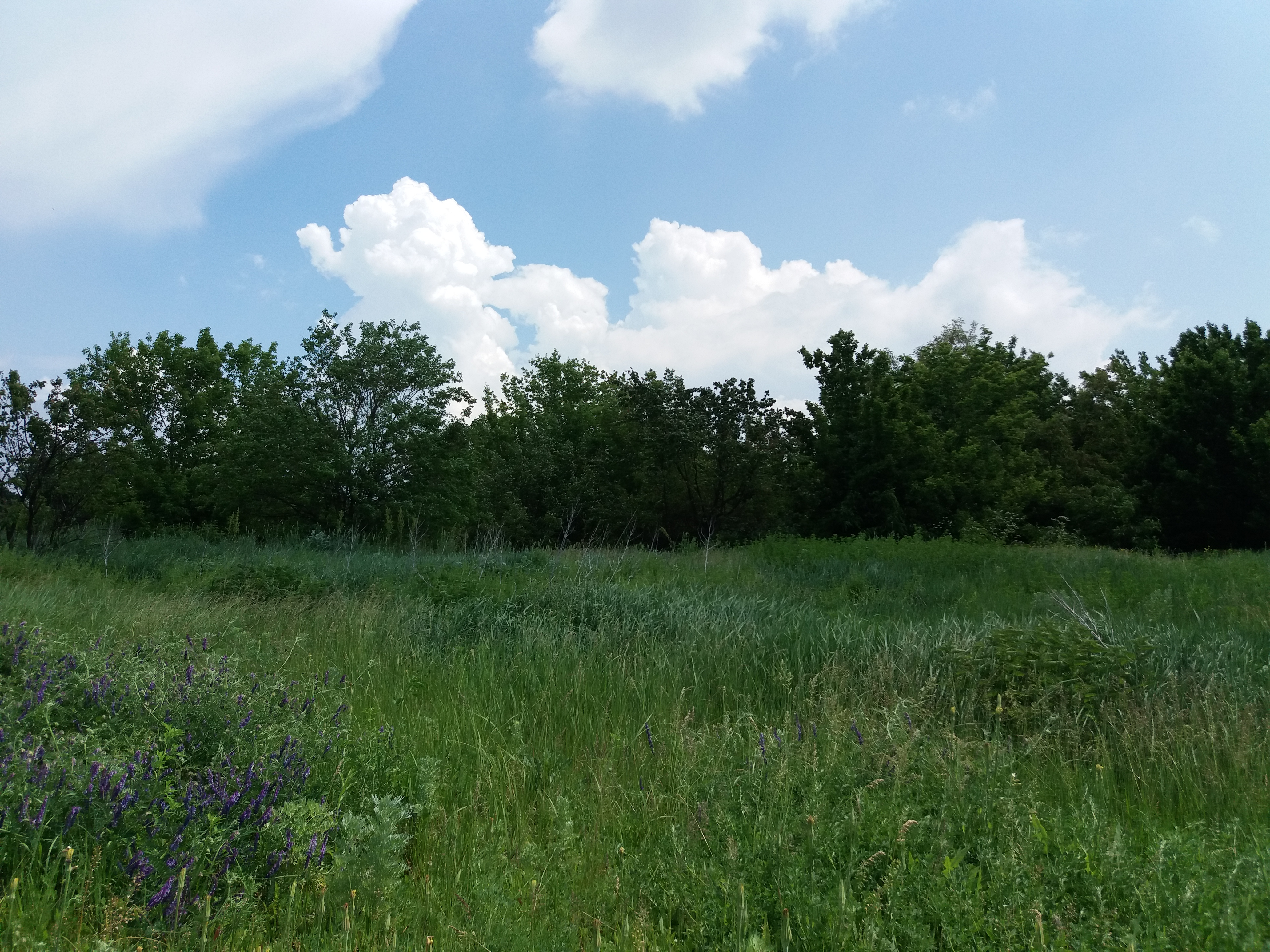
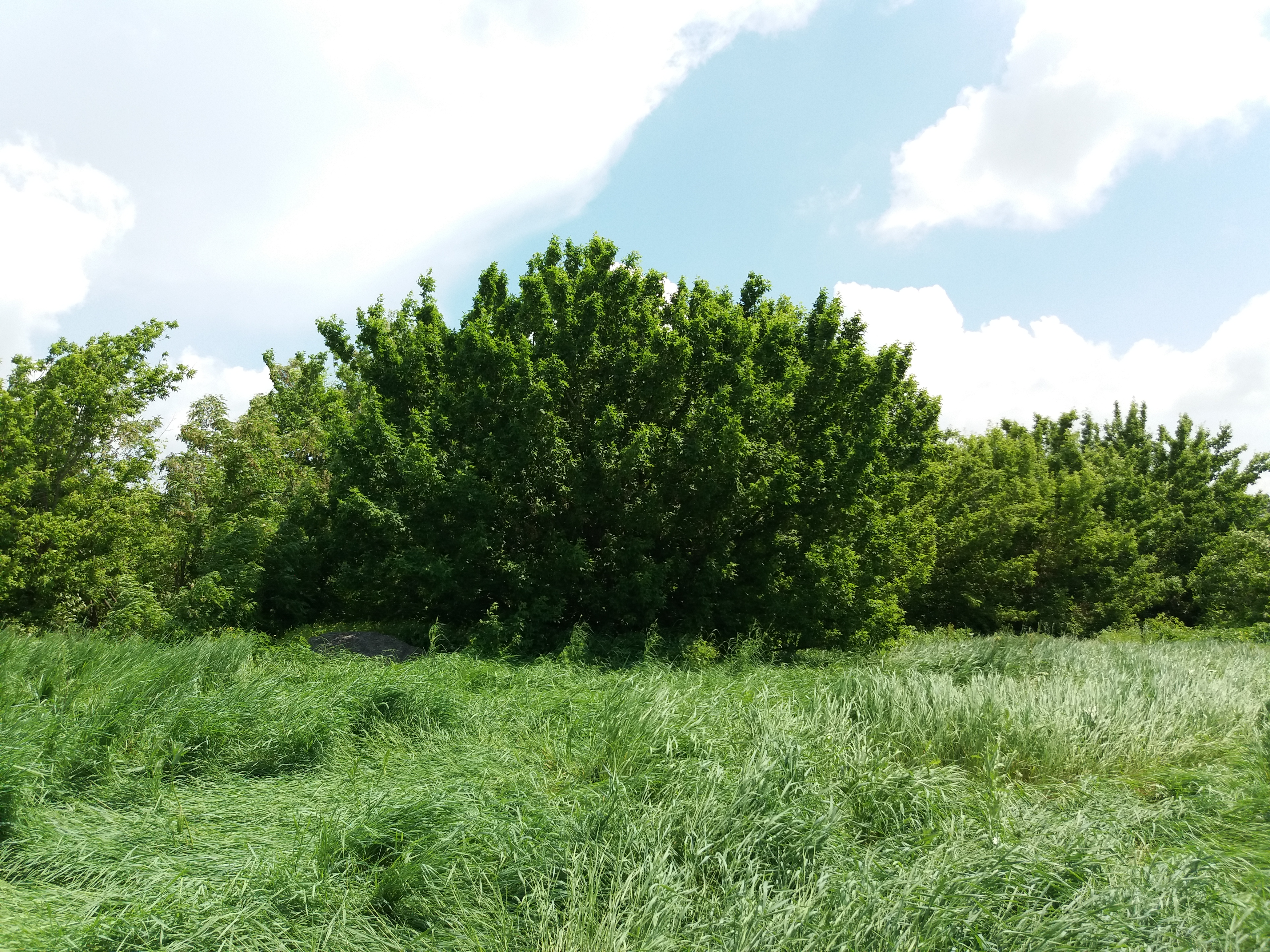
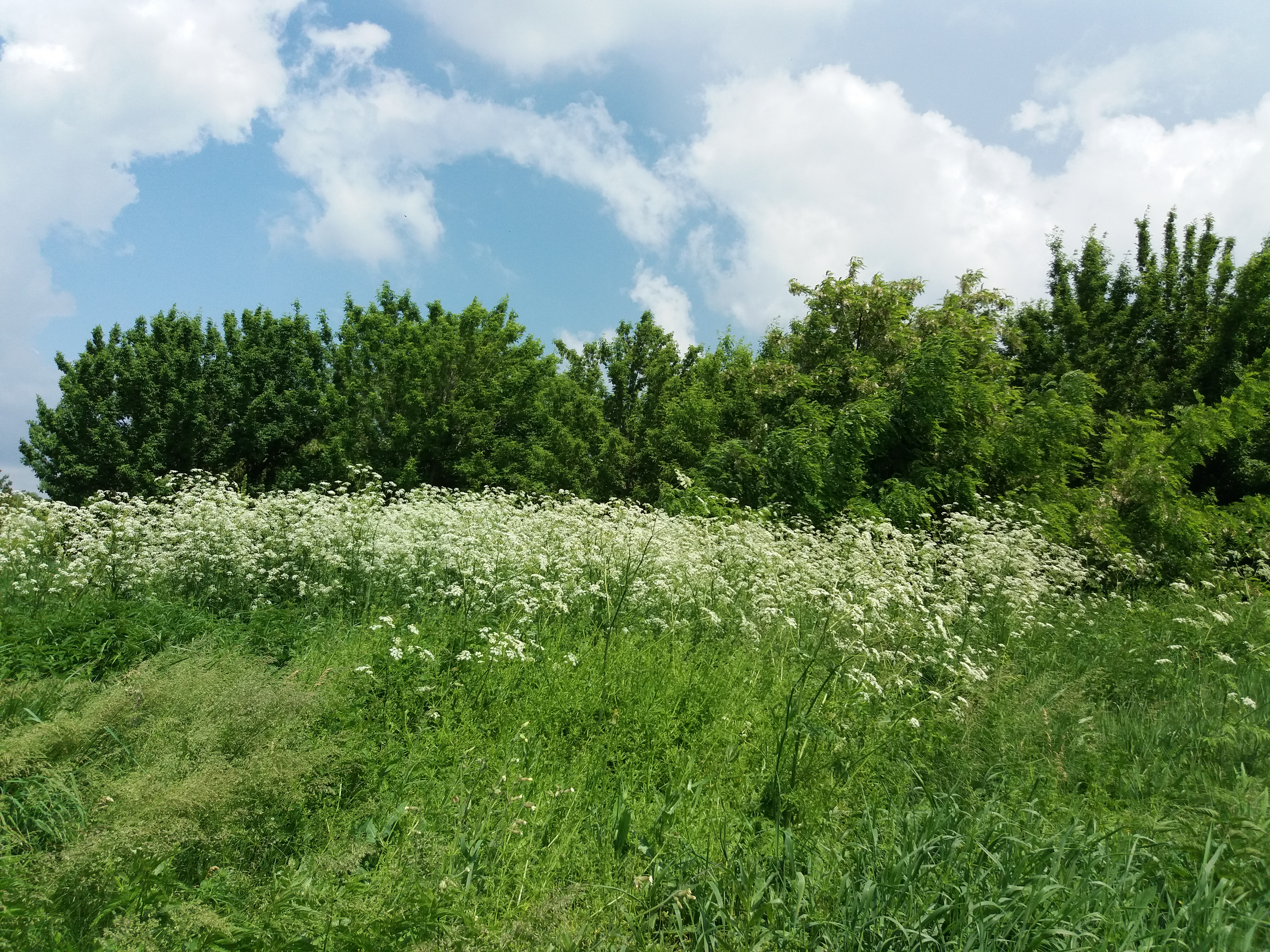
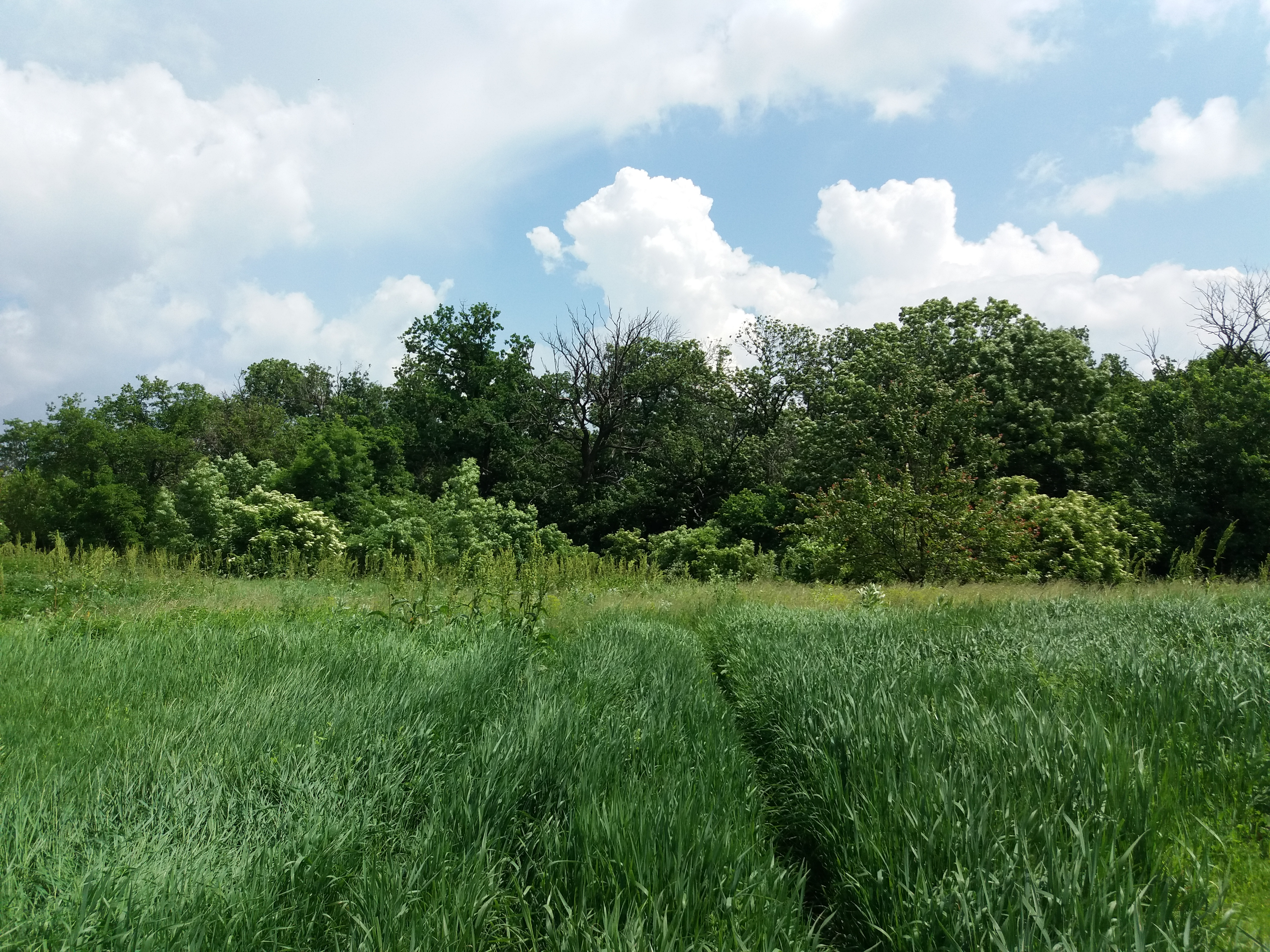